# Сальников, Дмитрий Николаевич
Дмитрий Николаевич Сальников (9 (21) октября 1882, Шавли — 29 мая 1945, Харбин) — белый генерал, участник Русско-японской, Первой мировой и Гражданской войны («дважды первопоходник»), а после военного поражения Белого движения активный деятель русской эмиграции в Китае.

## Биография
Родился в Шавли 9 октября 1882 года. После 2-х лет обучения в Холмской духовной семинарии в 1900 г. поступил в Одесское пехотное юнкерское училище, из которого выпущен подпоручиком в 1904 г (1903 — ?) со старшинством от 05.09.1902 г. в 8-й пехотный полк. Затем служил в 11-м Сибирском стрелковом полку, участник русско-японской войны 1904-05 гг. Был ранен в боях под Мукденом. Поручик со старшинством от 05.09.1906 г. Произведён в штабс-капитаны 05.09.1910 г.
В 1912 году закончил Императорскую Николаевскую военную академию по 1-му разряду. Произведён в чин капитана Генерального штаба 05.09.1912 г.  По выпуску из академии приказом по генштабу № 27 от 1913 г. прикомандирован к 11-му Сибирскому стрелковому полку на 1 год для командования ротой. Участник Первой мировой войны, штаб-офицер для поручений при штабе 37-го армейского корпуса, затем, с 08.02.1916 г. по 03.01.1917 г. 13-го армейского корпуса. Произведён в подполковники 06.12.1916 г. со старшинством от 06.12.1915 г. С 09.02.1917 г. И.д. начальника штаба 184-й пехотной дивизии. Был 3 раза ранен и 2 раза контужен.
С 1918 года в Добровольческой армии и ВСЮР. Упоминается как Начальник отдела укомплектования штаба армии. Участник 1-го Кубанского Ледяного похода, упоминается как начальник оперативного отдела штаба армии. На 26.06.1918 г. — полковник, и.д. генерал-квартирмейстера Добровольческой армии. В октябре 1918, на посту генерал-квартирмейстера штаба Добровольческой армии, руководит организацией разведки армии. С 04.12.1918 г. по 17.03.1919 г. командир 1-го Офицерского генерала Маркова полка, с 01.1919 г. одновременно является начальником обороны Никитовского района (Донбасс). В результате конфликта с личным составом в марте 1919 снят с должности командира полка. По данным на июль 1919 — командир 5-й Донской конной бригады, входящей в состав 7-й Донской дивизии Донской армии. Упоминается в романе Михаила Шолохова «Тихий Дон»(?).
Командирован на восток России в войска адмирала А. В. Колчака, где с 19.06 по 30.09.1919 начальник пехотного штаба Восточного фронта (Восточный фронт образован 21.07.1919 приказом Верховного Главнокомандующего адмирала А.В. Колчака). (несоответствие с предыдущими данными!) и с начала сентября 1919 г. одновременно начальник осведомительного отдела Верховного главнокомандующего.
В ноябре 1919 года назначен командующим войсками Барнаульского и Бийского районов но по болезни в должность не вступил. Существует мнение, что "он сказался больным, дабы не забираться в глушь, и не быть вдали от больших Штабов в такое изменчивое тяжелое время".
Участник Сибирского Ледяного похода. Вместе с полковником Поповым присоединился к 3-му Барнаульскому стрелковому полку в селе Красный Яр.
Наличие двух офицеров генерального штаба при полку нам пригодилось: у них оказались, во-первых сороковерстные карты Сибири, каковых у нас не было, во-вторых — знакомства в соседних частях и штабах, что мы использовали при всяких недоразумениях на ночлегах и в походе.
С 12.1919 по 20.02.1920 г. начальник штаба Северной колонны генерала Н.Т. Сукина в составе 11-го Оренбургского казачьего и 3-го Барнаульского полков, двигавшейся по р. Енисею и оттуда на р. Ангару.
По прибытии в Читу получил чин генерал-майора 14.03.1920 г.. С 17.06.-1.10.1920 г. начальник осведомительного (особого) отдела штаба Дальне-Восточной армии (Главнокомандующего всеми вооруженными силами Российской Восточной окраины). 17 июня 1920 г. награждён знаком отличия военного ордена «За Великий Сибирской поход». 3 августа 1920 г. командирован в г. Харбин и г. Владивосток, 01.10.1920 г., как не явившийся в срок из отпуска, был отчислен от занимаемой должности. В 1921 г. генерал для поручений по военным делам Временного Приамурского правительства. Участник Хабаровского похода. Упоминается как начальник Камчатской области. С 1 июня 1922 г. назначен генералом для поручений при члене Временного Приамурского правительства Н. Д. Меркулове.
С конца 1922 года в эмиграции, живёт в Харбине, работает техником путей сообщения, учителем. По политическим взглядам — монархист-легитимист.
С 1933 по 1935 год - начальник штаба Дальневосточного отдела Корпуса Императорской армии и флота, один из организаторов и начальник штаба Дальневосточного Союза военных, с 01.11.1935 г. помощник начальника 7-го (военного) отдела БРЭМ.
Скончался 29 мая 1945 года в Харбине и был похоронен на Новом (Успенском) кладбище.

## Награды
- Орден Св. Владимира 4-й ст. с мечами и бантом;
- Орден Св. Анны 2-й ст. с мечами;
- Орден Св. Анны 3-й ст. с мечами и бантом (1906);
- Орден Св. Анны 4-й ст. на оружии «За храбрость» (1905);
- Орден Св. Станислава 2-й степ. с мечами и 3-й степ. с мечами и бантом;
- Солдатский Георгиевский крест 4-й степени с лавровой ветвью (1917);
- Знак отличия Военного ордена за 1-й Кубанский «Ледяной» поход. (1918);
- Знак отличия Военного ордена «За Великий Сибирской Поход». (1920).

## Семья
Жена Ставчикова Анна Ивановна, дети: Николай 1908 г.р., Герасим 1910 г.р., Антонина 1912 г.р., жили в СПб-Петрограде-Ленинграде. Первая жена Дембицкая Надежда Федоровна в браке с ней - дочь Евгения 1909 г.р.  Дочь от брака с Сальниковой Анной Дмитриевной Сальникова Татьяна Дмитриевна 1941 г. р. проживает в Томске.